# ヴェルナー・シュレーア
ヴェルナー・シュレーア（Werner Schroer、1918年2月12日 - 1985年2月10日）は、ドイツ空軍の軍人。第二次世界大戦で114機を撃墜したエース・パイロットであり、地中海戦域ではハンス・ヨアヒム・マルセイユに次ぐ撃墜数を記録した。その戦功から柏葉・剣付騎士鉄十字章を受賞した。

## 前半生
1918年2月12日、プロイセン王国ライン州ミュールハイム・アン・デア・ルールで、 フリードリヒ・ヨハン・シュレーアと妻のマリア（旧姓シュミッツ）の間に生まれた。1924年から学校に通い、1937年にアビトゥーアに合格した。4月から10月まで国家労働奉仕団で活動した後、ドイツ空軍に入隊した。11月3日、クヴァーケンブリュックの第24飛行補充隊の第4中隊で新兵訓練を開始した。1938年4月1日、デュッセルドルフの第132戦闘航空団（JG 132）の飛行場作業中隊に転属した。 
7月1日、第234戦闘航空団（JG 234）/第7飛行中隊に配属され、飛行訓練を始めた。8月13日、デュッセルドルフの航空基地中隊に配属された。10月1日、上等兵に昇進し、1939年4月1日には伍長に昇進した。7月1日、第26戦闘航空団（JG 26）/第II飛行隊第6飛行中隊に転属となり、初飛行を行った。9月1日から10月15日までヒルデスハイムの偵察飛行学校で航空偵察に専心し、カンプとシャフシュテットの飛行学校で飛行訓練を続けた。12月1日に軍曹に昇進し、1940年5月16日、ブラウンシュヴァイクの第23飛行特殊部隊で飛行訓練を終えた。その後、ヴェルヌヘンの第1戦闘機パイロット学校で戦闘機パイロットの訓練を受けた。そこで、アラドAr 68とAr 96、メッサーシュミット Bf108とBf 109、 ビュッカーBü 131、フォッケウルフ Fw 56、ハインケル He 45とHe 51の操縦を学んだ。7月22日から8月17日まで、メルゼベルクに拠点を置く補充訓練部隊のメルゼベルク予備戦闘飛行隊第2飛行中隊で飛行訓練を修了した。

## 第二次世界大戦
8月20日、前線部隊の第27戦闘航空団（JG 27）/第I飛行隊第2飛行中隊に転属した。当時のJG 27はマックス・イベル大佐の指揮下にあり、フランスのプリュムトに拠点を置いていた。JG 27はフーゴ・シュペルレ元帥指揮下の第3航空艦隊（Jafü 3）第3戦闘航空兵指導官に従属し、バトル・オブ・ブリテン（1940年7月10日～10月31日）で戦った。8月28日、JG 27はコタンタン半島周辺からカレーの南西約6kmのププラングの飛行場に移転し、第2戦闘航空兵指導官の指揮下に置かれた。シュレーアはイギリス海峡と南イングランドの上空で初めての飛行任務に当たり、3機を撃墜したが確認されなかった。 
9月30日、第I飛行隊は前線から撤退した。10月1日、ハンブルク西部のシュターデへの移転が始まった。そこで第I飛行隊は第1戦闘航空団（JG 1）本部小隊の指揮下に置かれた。その後3週間、第I飛行隊はドイツ北海の海岸上空の戦闘空中哨戒を務め、バトル・オブ・ブリテンの戦死者・行方不明者14人、負傷兵4人、捕虜7人の損害を補充した。また、航空機の損害を補給し、装備を整備・修理しなければならなかった。10月21日、第I飛行隊は再びフランス行きを命じられ、Jafü 3の指揮下のブルターニュ北東部のディナンに拠点を置いた。12月3日、第I飛行隊は今度はベルリンの戦闘機の護衛任務のため、デーベリッツに再び移転した。デーベリッツに到着した後、大半の人員は休暇に入った。1941年2月末から3月初めの間に、第I飛行隊はミュンヘンのリームに移り、4週間滞在した。2月24日、第1飛行中隊と第2飛行中隊のパイロットはマルタへの任務を遂行するシチリアに一時的に派遣され、ドイツアフリカ軍団をトリポリへ送るドイツ海軍の警護艦を護衛した。この期間中、第2飛行中隊はコミゾを拠点としていた。3月1日に少尉に昇進し、第1飛行中隊に転属した。3月7日から10日まで、パイロットはミュンヘンのリームに戻った。4月4日、第I飛行隊はギリシャの戦いのマリータ作戦の準備のためにグラーツに移転した。4月11日、第I飛行隊はこの作戦で急降下爆撃機ユンカース Ju 87の護衛任務を行った。4月12日、部隊はアフリカに移る前にザグレブに配備された。

### 北アフリカ
4月15日、第1飛行中隊と第2飛行中隊は北アフリカからトリポリへの移転を開始した。トリポリからトブルク西のアイン＝エル・ガザラに命じられ、4月18日から4月24日の間に到着した 。4月19日、イギリス空軍第274飛行中隊のホーカー ハリケーンをトブルク付近で撃墜し、初戦果を記録した。その日、第I飛行隊はアフリカで初めて4機を撃墜した。この戦闘でシュレーアのBf 109 E-7は撃墜され、アイン＝エル・ガザラに不時着した。この戦功により二級鉄十字章を受賞した。4月21日、第I飛行隊はトブクク上空でハリケーンと戦闘を行い、アルバート・エスペンラウブ上級軍曹がハンス・シッペル伍長を撃墜した。この戦闘でシュレーアのBf 109 E-7も損害を受けた。シュレーアはアイン＝エル・ガザラに戻り、強行着陸を行い軽傷を負った。

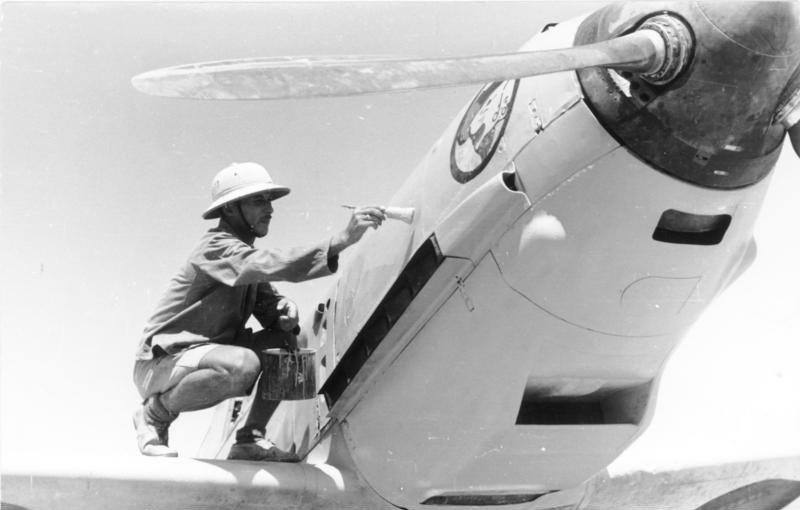
北アフリカでシュレーアが搭乗したものと同型のBf 109。

6月25日、南アフリカ空軍第2飛行隊のハリケーンを撃墜し、総撃墜数2機目を記録した。7月19日、第I飛行隊の3小隊がシディ・バラーニ北の戦闘空中哨戒でハリケーンとP-40 トマホークの混在飛行に遭遇した。南アフリカ空軍第2飛行隊からP-40が増強された第73飛行中隊の12機のハリケーンは、トブルク行きの連合軍輸送の護衛を行った。18時17分、シュレーアはP-40を撃墜し、総撃墜数4機目を撃墜した。8月21日、バルディア付近のモナスティルへの爆撃任務で南アフリカ空軍第24飛行隊からマーチン メリーランドの護衛任務中の第229飛行隊のハリケーンを撃墜し、総撃墜数5機目を記録した。
1941年8月29日、シュレーアはシディ・バラーニ北西にある第250飛行隊のオーストラリアのエース・パイロット、クリブ・コールドウェルと交戦した。シュレーアはコールドウェルのP-40トマホークにダメージを与え、コールドウェルは背中、左肩、脚に銃創を受けた。しかしコールドウェルに僚機を撃墜され、自身ののBf 109にも大きなダメージを受けたため、離脱を余儀なくされた。
9月、東部戦線から第II飛行隊の到着によって、JG 27/第1飛行中隊は休息と改良されたBf 109 Fの再装備のためにパイロットをドイツに戻すことができた。しかし、クルセーダー作戦によって枢軸国軍のキレナイカからの撤退を防ぐことができなかった。

### 中隊長
1942年2月、エルヴィン・ロンメルはキレナイカ地方を奪還する反撃を開始した。3月1日、シュレーアは経験豊かなエドゥアルト・ノイマンの下でJG 27/第I飛行隊の副官になり、デルナ東部のマルトゥバに戻った。トブルク陥落の翌日の6月22日、ガザラに拠点を置くJG 27/第8飛行中隊の中隊長に昇進した 。マルセイユの撃墜数が101機に到達して間もない6月23日、シュレーアは総撃墜数12機目を記録した。ガザラの戦いが本格化する中、ロンメルがエル・アラメインに向けて500km進軍すると、航空戦はついに激化した。7月に16機、9月に13機を撃墜し、総撃墜数が44機に達した。33機目を撃墜した日の翌日、ドイツ十字章金章が贈られた。9月15日、JG 27で撃墜した26機にはシュレーアの6機も含まれていた。しかし実際は、その日の航空戦闘では5機の連合軍航空機しか撃墜されていなかった。
9月30日、シュレーアはシュトゥーカの護衛任務で中隊を指揮し、部隊の引き揚げをカバーして、JG 27を支援するために展開されていた第53戦闘航空団（JG 53）/第III飛行隊による外側の護衛を解除しようとしていた。 ハンス・ヨアヒム・マルセイユの第3飛行中隊はRAF戦闘機を見つけたが、敵は退却して戦闘は起こらなかった。マルセイユはシュレーアを敵機に向けて誘導した。マルセイユはシュレーアがスピットファイア1機を撃墜したのを10時30分に無線で聞いた。両隊はその後1時間にわたって空中哨戒を行った。11時30分にマルセイユはエンジンが煙を出していることを無線で知らせ、ドイツ軍の戦線に戻った。マルセイユはベイルアウトしたが、垂直尾翼に左胸を強打し、パラシュートが開くことなく地上に落下した。シュレーアはマルセイユのBf 109が墜ちる前に第3飛行中隊の近くに到着したが、パラシュートは見えなかった。シュレーアは後にマルセイユの死を知った。
シュレーアは10月に恒常的に撃墜を続け、さらに15機を撃墜した。バーナード・モントゴメリーがエル・アラメインの戦いを開始する直前の10月21日、49機を撃墜した戦功により騎士鉄十字章を授与された。激しい航空戦で、シュレーアは1週間に10機を撃墜した。11月4日、サルームの西で4機の爆撃機、B-24を初めて撃墜した。しかし、北アフリカ戦線の終わりは近くドイツアフリカ軍団は完全退却し、JG 27/第III飛行隊は航空機を大陸に戻る第77戦闘航空団（JG 77）に引き渡し、クレタ島とエーゲ海の島々に撤退した。11月16日、シュレーアは第III飛行隊の最多撃墜者にふさわしく、最後のアフリカでの撃墜を記録した。北アフリカで撃墜した61機は、マルセイユ（9月30日に総撃墜数158機で戦死）に次いで、北アフリカ戦線で2番目に高い撃墜数となった。
数ヶ月のうちに、ロドス島に移転したイタリア軍と共にエーゲ海に移っていた。2月15日、新たに大尉に昇進し、軽爆撃機2機を撃墜した。その後、結婚式のために自宅で休暇を延長した。

### シチリア島とイタリア

JG 27/第II飛行隊のエンブレム

1943年4月22日、多くの指揮命令が変更され、シュレーアに影響を与えた。戦闘航空団司令エドゥアルト・ノイマンは戦闘機隊総監アドルフ・ガーランドの参謀に任命され、戦闘航空団司令の空席は、JG 27/第II飛行隊の飛行隊長グスタフ・レーデルによって埋められた。JG 27/第II飛行隊はその時、連合国が大規模な予備爆撃による侵攻を準備していたため、シチリア島に新しいBf 109Gを採用していた。島の西端にあるトラパニに拠点を置き、完全な連合軍の優位に立ち向かい、チュニスに封鎖されたドイツアフリカ軍団の包囲の外に残りの負傷兵や専門家を乗せた輸送機を護衛する絶望的な任務を遂行した。シュレーアが指揮をとる直前の4月18日の夕方、チュニスを離れる65人のうち6人だけはシチリア島に移送した。海上を飛行中、半分が撃墜され、残りの半分が損傷した。JG 27/第II飛行隊は敵戦闘機を1機だけ撃墜した。しかしシュレーアの活躍により、2カ月間に4発重爆撃機12機を含む22機の連合軍航空機を撃墜した。ドイツアフリカ軍団の5月の降伏は、わずか数か月前のスターリングラードの第6軍の降伏と同規模だった。シチリア島へ連合軍が侵攻し、7月10日にハスキー作戦は始まった。戦局に大きな影響を与えることができないJG 27/第II飛行隊はすでにイタリア本土に帰還していた。
7月28日、部隊は航空機を他のユニットに引き渡すよう命じられ、パイロットと乗組員は切望していた休暇と再装備のためにドイツに戻った。残りの航空機はフォッジャで第3戦闘航空団（JG 3）、JG 53、JG 77に引き渡された。パイロットはウィーンからアスパンまで列車に乗った。8月2日、シュレーアは85機を撃墜した戦功により柏葉付騎士鉄十字章を贈られた。この贈呈は、東プロイセンのラステンブルク（現：ポーランド領ケントシン）の東約8kmの森林の中にある総統大本営のヴォルフスシャンツェでアドルフ・ヒトラーによって行われた。その日、エグモント・ツール・リッペ＝ヴァイセンフェルト大尉、マンフレート・モイラー大尉、ハインリヒ・エールラー大尉、ヨアヒム・キルシュナー中尉、テオドール・ヴァイセンベルガー中尉のドイツ空軍軍人5人がヒトラーから柏葉付騎士鉄十字勲章を贈られ、ヘルムート・レント少佐は柏葉・剣付騎士鉄十字勲章を受賞した。

### 本土防衛
1943年8月、JG 27/第II飛行隊はドイツのヴィースバーデン・エルベンハイムで、全く違う空戦の訓練を開始した。高高度での本土防衛任務は4発重爆撃機の密集隊形を組んだ。8月から3月にかけて、シュレーアは14機の航空機を撃墜した。9月6日、最初の作戦飛行は最も成功し、シュレーアが撃墜した3機を含む9機の爆撃機を撃墜した。
1944年1月7日、第338飛行中隊第55戦闘機航空団のジョセフ・P・マルシグリアが操縦するP-38 ライトニングを撃墜した。マルシグリアはベイルアウトしなければならず、ザールブリュッケン都市連合のホルツ近くで捕らえられた。これがシュレーアの92機目の撃墜だった。3月14日、ルーネベルクの北部に拠点を置く第54戦闘航空団（JG 54）/第III飛行隊の飛行隊長に任命された。部隊は4月にフォッケウルフ Fw 190の再訓練を受け、移転した。5月24日、P-51 マスタングとP-47 サンダーボルト2機を撃墜し、100機目に到達した。シュレーアはドイツ空軍のパイロットで73番目に総撃墜数100機を記録した。しかし戦況は悪化し、6月初めに1か月間の休暇を取った途端に連合軍の注意がノルマンディーに向かい、部隊はフランスで非常に大きな損失を被った。
原隊に復帰し、11月5日から1945年2月5日まで、現在のポーランド西部のホイナであるノイマルクのケーニヒスベルクの戦闘機隊総監の指揮官訓練学校の教官だった。2月中旬、ジェット戦闘機訓練部隊に転属したオスカー＝ハインリヒ・ベール中佐に代わりJG 3の戦闘航空団司令の指揮をとった。2月14日、正式にJG 3の戦闘航空団司令に任命された。JG 3はドイツ東部に配備され、最初は第6航空艦隊に従属し、その後北東空軍司令部の下に置かれ、オーデル・ナイセの戦いでオーデル川下流上空で戦った。そこで、12機のソビエト航空機を撃墜した。4月19日、柏葉・剣付騎士鉄十字章を受賞した。 航空団本部小隊は、バルト海沿岸のシュレースヴィヒ＝ホルシュタイン州に撤退した。5月5日、そこでイギリス軍に降伏し、捕虜になった。

## 戦後
1946年2月7日に解放されるまでイギリスで拘禁された。初めはフランクフルトでタクシーの運転手として働き家計を助け、大学に通って経営学修士を取得した。それから11年間、家族とともにイタリアのローマで仕事をしながら暮らした。1968年、姓の綴りをSchroerからSchröerに変えた。退職に先立ち、オットブルンのメッサーシュミット・ベルコウ・ブロームで中央プロトコル部門の責任者を務めた 。1985年2月10日、66歳で亡くなり、2月15日、戦闘機パイロット協会のメンバーだったシュレーアはオットブルンの公園墓地で軍葬の礼をもって埋葬された。

## 叙勲
- 戦傷章黒章
- 空軍前線飛行章
  - 銀空軍前線飛行章（1941年9月15日）[35]
  - 黄金空軍前線飛行章（1942年9月15日）[35]
- パイロット兼観測員章
- 空軍名誉杯（1942年8月10日）：少尉のパイロットとして[36]
- 武勇章銀章
- ドイツ十字章金章（1942年9月9日）：第27戦闘航空団第III飛行隊の少尉として[37]
- 鉄十字章
  - 2級（1941年4月19日）[38]
  - 1級（1941年9月9日）[38]
- 騎士鉄十字章
  - 騎士鉄十字章（1942年10月20日） ：第27戦闘航空団第8飛行中隊の飛行中隊長の少尉として[1][39]
  - 柏葉 第268号（1943年8月2日） ：第27戦闘航空団第II飛行隊の飛行隊長の大尉として[1][40]
  - 剣 第144号（1945年4月19日）：第3戦闘航空団の戦闘航空団司令の少佐として[41]

## 昇進履歴
| 1938年10月1日： | 兵長（Gefreiter）     |
| 1939年4月1日：  | 伍長（Unteroffizier） |
| 1939年12月1日： | 軍曹（Feldwebel）     |
| 1941年3月1日：  | 少尉（Leutnant）      |
| 1942年11月1日： | 中尉（Oberleutnant）  |
| 1943年2月1日：  | 大尉（Hauptmann）     |
| 1943年11月1日： | 少佐（Major）         |